# Enciklopedija Slovenije
Enciklopedija Slovenije (kratica ES) je slovenska enciklopedija o rečeh, povezanih s Slovenijo, ki jo je v letih 1987–2002 v 16 zvezkih izdala založba Mladinska knjiga na podlagi posebnega dogovora oz. zakona v sodelovanju s Slovensko akademijo znanosti in umetnosti.

## Uredništvo
Poleg številnih strokovnih sodelavcev (in uredniškega sveta, ki mu je sprva predsedoval Josip Vidmar, po 1990 pa Janko Kos) je enciklopedija imela ožji uredniški odbor z glavnimi in/ali odgovornimi uredniki (Marjan Javornik, Dušan Voglar, Martin Ivanič in Alenka Dermastia kot urednica zvezkov) ter področne urednike (Rajko Pavlovec, Blaž Resman, Janez Stergar, Zdravko Mlinar, Peter Weiss, Tone Wraber, Aleš Krbavčič, Tone Ferenc...).

## Naklada
Sprva je izhajala v 30.000 izvodih, po osamosvojitvi Slovenije pa se je pokazalo, da tako velika naklada komercialno ni upravičena in se je počasi zmanjševala, tako da je zadnji 16. zvezek z dodatki in kazalom izšel le v polovični nakladi.

## Zvezki
Sistem COBISS našteva naslednje podatke o posameznih zvezkih:
1. A-Ca. - 1987. - XVII, 421 str. - 30.000 izv. OCLC 468393318
2. Ce-Ed. - 1988. - XV, 416 str. - 31.000 izv. OCLC 468393751
3. Eg-Hab. - 1989. - XV, 416 str. - 30.000 izv. OCLC 30503348
4. Hac-Kare. - 1990. - XVII, 416 str. - 30.000 izv. OCLC 30503372
5. Kari-Krei. - 1991. - XV, 416 str. - 22.000 izv. OCLC 30503396
6. Krek-Marij. - 1992. - XV, 416 str. - 20.000 izv. OCLC 30503416
7. Marin-Nor. - 1993. - XV, 416 str. - 20.000 izv. OCLC 30503437
8. Nos-Pli. - 1994. - XVI, 416 str. - 20.000 izv. ISBN 8611142691 OCLC 31899592
9. Plo-Ps. - 1995. - XV, 416 str. - 20.000 izv. ISBN 8611143450 OCLC 35562591
10. Pt-Savn. - 1996. - XV, 416 str. - 20.000 izv. ISBN 8611147928 OCLC 36885531
11. Savs-Slovenska m. - 1997. - XV, 416 str. - 18.000 izv. ISBN 8611150708 OCLC 38307492
12. Slovenska n-Sz. - 1998. - XV, 416 str. - 18.000 izv. ISBN 8611153448 OCLC 40744878
13. Š-T. - 1999. - XV, 416 str. - 18.000 izv. ISBN 8611153642 OCLC 43527563
14. U-We. - 2000. - XV, 416 str. - 15.000 izv.  ISBN 8611153650 OCLC 46364197
15. Wi-Ž ; Kronološki pregled. - 2001. - XV, 416 str. - 15.000 izv. ISBN 8611153669 OCLC 163647109
16. Dodatek A-Ž ; Kazalo. - 2002. - XV, 416 str. - 15.000 izv. ISBN 8611153677 OCLC 159872812